# Aleuromyces gabonicus
Aleuromyces gabonicus är en svampart som först beskrevs av Boidin, Lanq. & Gilles, och fick sitt nu gällande namn av Boidin & Gilles 2002. Aleuromyces gabonicus ingår i släktet Aleuromyces och familjen Stereaceae.   Inga underarter finns listade i Catalogue of Life.